# The Glitch Mob
The Glitch Mob est un groupe américain de musique électronique, originaire de Los Angeles, en Californie. Il est composé de Edward Ma (edIT), Justin Boreta (Boreta) et Josh Mayer (Ooah). 

## Histoire
Le groupe, originellement composé de quatre membres, incluant Kraddy, est formé en 2006 à Los Angeles où voient également le jour Daedelus, Flying Lotus et Nosaj Thing. The Glitch Mob se fait un nom en jouant en live une musique composée à partir de PC portables et de contrôleurs MIDI comme le Lemur. Ils gagnent leur popularité par la présentation de leur technologie durant leurs lives, d'abord à Los Angeles et San Francisco puis sur toute la côte ouest et pendant des festivals dans le monde entier. En raison de divergences créatives, Kraddy quitte le groupe en 2009.
Le premier album du groupe, Drink The Sea, débute à la 6e place du classement électronique d'iTunes et atteint la 57e numéro au CMJ Top 200, catégorie College Radio. Les débuts de l'album poussent Electronic Musician à écrire un article sur le trio. Leur single, Drive It Like You Stole It, devient no 2 de la liste Top Downloads en 2010 de XLR8R.
En 2018, le groupe s'associe avec Riot Games, Mako et The Word Alive afin de réaliser la chanson Rise, l'hymne du Championnat du monde de League of Legends la même année.
En septembre 2023, quelques mois après la sortie de leur quatrième album, Boreta annonce dans un communiqué son départ du groupe. Cette décision est motivée par la volonté de ce dernier de se concentrer sur ses futurs projets musicaux personnels.

## Discographie

### EP et singles
- 2019 : System Bleed (feat. LICK)
- 2019 : Lazer Vision (feat. ZEKE BEATS)
- 2019 : Momentary Lapse (feat. 1788-L)
- 2023 : Body Moves (feat. Samurai Breaks, UNIIQU3)
- 2023 : Move You
- 2023 : Peace
- 2023 : High Rezolution
- 2024 : L-EV8

### Remixes
(août 2024).
- Matty G – West Coast Rocks (2008)
- Evil Nine – All the Cash (2008)
- Coheed and Cambria – Feathers (2008)
- STS9 – Beyond Right Now (2008)
- TV on the Radio – Red Dress (2009)
- Nalepa – Monday (2009)
- Linkin Park – Waiting for the End (2010)
- Krazy Baldhead – The 4th Movement (2010)
- Daft Punk – DerezzedDerezzed (2011)
- The White Stripes – Seven Nation Army (2011)
- Bassnectar – Heads Up (2012)
- The Prodigy – Breathe (2012)
- Metallica – Lords of Summer (2015)
- Illenium – Crawl Outta Love (2018)[3]
- Odesza featuring Sasha Sloan – Falls (2018)[4]
- Sound of the Storm – Saikuron (Ghost of Tsushima) (2020)
- Noisia – Collider (2023)
- Bianca Oblivion, Onhell – Sinais (2024)

### Mixtapes
- 2009 : Crush Mode
- 2009 : Local Area Network
- 2010 :  Drink The Sea Part 2
- 2010 :  Drink The Sea The Remixes Vol 1 + 2
- 2011 :  More Voltage
- 2020 :  Drink The Sea (Ambient Version)
- 2021 :  Revisions

## Culture populaire
Le remix Seven Nation Army de The White Stripes est utilisé dans le premier trailer de Battlefield 1. Le remix Red Dress de TV on the Radio est utilisé pour les présentations télévisées du film Numéro 9, et dans une saison de Damages.
Dans l'épisode 11 de la 4e saison de Person of Interest, le morceau Fortune Days est aussi utilisé lors des simulations de La Machine. Le film Step Up 4 et l'épisode 11 de la quatrième saison de Person of Interest utilisent un extrait de The Glitch Mob, Fortune Days.
Dans la 5e saison de America's Got Talent, un groupe de danse du nom de Fighting Gravity fait son show avec les morceaux de The Glitch Mob. Ils utilisent Drive It Like You Stole It, Animus Vox et How to Be Eaten by a Woman, aussi bien que leur remix Monday de Nalepa, et Android Porn de Kraddy.
Nalepa 'Monday' the Glitch Mob Remix est utilisé pour le trailer E3 officiel de DmC: Devil May Cry.
Une équipe de Parkour anglaise nommée Storm Freerun élabore leur premier trailer avec différents morceaux de The Glitch Mob, tels que Animus Vox, The 4th Movement, We Swarm et Beyond Monday.
How to Be Eaten by a Woman est utilisé dans la bande annonce officielle de The Amazing Spider-Man, réalisée par Marc Webb.
Animus Vox est utilisé dans le trailer des Poor Boyz, une vidéo de ski freestyle, nommée Revolver. Le morceau est également utilisé dans la publicité de lancement de la GoPro Hero 4 Session et dans la publicité de la nouvelle moto Ktm 350 Freeride. Le morceau fait aussi partie des chansons du jeu The Crew, présenté à l'E3 2013, tout comme Warrior Concerto, utilisé dans le trailer.
We Can Make the World Stop est utilisé dans une publicité pour la nouvelle caméra HD GoPro Hero 2 et dans la vidéo promotionnelle de sortie en France du Drone DJI Avata réalisée par Stéphane Couchoud.
Can't Kill Us est utilisé dans le premier teaser du film Sin City 2, qui est sorti le 22 août 2014 aux États-Unis, ainsi que dans le trailer présentant les personnages du jeu Watch Dogs. Il est également utilisé dans la publicité de la nouvelle Audi Q7 (2015) en France, en Italie, en Allemagne.